# Liste von Waldgebieten in Schleswig-Holstein
Die Liste von Waldgebieten in Schleswig-Holstein zeigt eine Auswahl von Wäldern im deutschen Bundesland Schleswig-Holstein (nach Name geordnet):
Schleswig-Holstein ist das waldärmste Flächenland in der Bundesrepublik. Nur ca. 11 Prozent, rund 173.000 Hektar, der Landesfläche sind von Wald bedeckt. Auf jeden Einwohner des Landes entfallen ca. 600 Quadratmeter Wald, bundesweit sind es doppelt so viel.
| Waldname                                                   | Kreis                            | liegt bei (Ort)                             | Fläche (ha) | Koordinate                   | Bemerkung                                                                                           |
| ---------------------------------------------------------- | -------------------------------- | ------------------------------------------- | ----------- | ---------------------------- | --------------------------------------------------------------------------------------------------- |
| Bekmissen                                                  | Ostholstein                      | Gronenberg                                  |             |                              | |
| Bergedorfer Gehölz                                         | Herzogtum Lauenburg              | Wentorf, Bergedorf                          | 200         | 53° 29′ 33″ N, 10° 14′ 14″ O | |
| Bistal                                                     | Herzogtum Lauenburg              | Escheburg                                   |             | 53° 28′ 4″ N, 10° 20′ 12″ O  | |
| Bondenschiften                                             | Rendsburg-Eckernförde            | Hanerau-Hademarschen, Thaden, Bendorf       |             |                              | Bauernwald                                                                                          |
| Boxberg (Aukrug)                                           | Rendsburg-Eckernförde            | Aukrug                                      | 56          | 54° 4′ 15″ N, 9° 44′ 49″ O   | |
| Böxlunder Eichenkratt                                      | Schleswig-Flensburg              | Böxlund, Medelby                            | 23          | 54° 49′ 50″ N, 9° 10′ 38″ O  | |
| Breitenburger Forst inkl. Gehege Überstör                  | Steinburg                        | Oelixdorf                                   |             | 53° 55′ 6″ N, 9° 32′ 58″ O   | Privatwald des Grafen Rantzau auf Breitenburg                                                       |
| Büschauer Holz                                             | Schleswig-Flensburg              | Langstedt                                   | 300         | 54° 35′ 24″ N, 9° 21′ 22″ O  | |
| Bruxer Holz                                                | Rendsburg-Eckernförde            | Brux                                        |             | 54° 17′ 18″ N, 9° 50′ 54″ O  | |
| Dahmer Holzkoppel                                          | Ostholstein                      | Dahme                                       | 83          | 54° 13′ 3″ N, 11° 3′ 46″ O   | Im Besitz der Schleswig-Holsteinischen Landesforsten AöR. Ist Teil des FFH-Gebietes Guttauer Gehege |
| Dalbekschlucht                                             | Herzogtum Lauenburg              | Escheburg                                   |             | 53° 28′ 18″ N, 10° 17′ 42″ O | |
| Drülter Holz                                               | Schleswig-Flensburg              | Stoltebüll, Sandbek                         | 131         | 54° 41′ 10″ N, 9° 53′ 51″ O  | Privatwald der Adelsfamilie von Rumohr                                                              |
| Dodauer Forst                                              | Ostholstein                      | Eutin, Bad Malente                          | 500         | 54° 8′ 11″ N, 10° 33′ 21″ O  | Gehört zum Forstrevier Dodau und beherbergt u. a. die bekannte Bräutigamseiche                      |
| Fehrenholz                                                 | Schleswig-Flensburg              | Hasselberg                                  | 19          | 54° 43′ 30″ N, 9° 58′ 32″ O  | |
| Felder Holz                                                | Rendsburg-Eckernförde            | Felde                                       |             | 54° 17′ 54″ N, 9° 53′ 57″ O  | |
| Forst Christianslust                                       | Kreis Dithmarschen               | St. Michaelisdonn, Quickborn (Dithmarschen) |             |                              | Privatwald des Grafen Rantzau auf Schloss Breitenburg                                               |
| Forst Rosdorf                                              | Steinburg                        | Rosdorf                                     |             | 53° 58′ 45″ N, 9° 42′ 46″ O  | |
| Gehege Breitenstein                                        | Rendsburg-Eckernförde            | Mörel                                       | 85          | 54° 7′ 15″ N, 9° 45′ 23″ O   | |
| Gehege Bredenhop                                           | Rendsburg-Eckernförde            | Mörel                                       |             | 54° 7′ 6″ N, 9° 42′ 57″ O    | |
| Gehege Osterhamm                                           | Rendsburg-Eckernförde            | Elsdorf-Westermühlen                        | 646         | 54° 16′ 23″ N, 9° 33′ 27″ O  | |
| Gehege Rehers                                              | Kreis Rendsburg-Eckernförde      | Hanerau-Hademarschen                        | 160         |                              | Besitzer des Gutes Hanerau                                                                          |
| Gehege Himmelreich                                         | Rendsburg-Eckernförde            | Heinkenborstel                              | 275         | 54° 8′ 38″ N, 9° 45′ 54″ O   | |
| Gehege Westerholz                                          | Rendsburg-Eckernförde            | Mörel                                       | 167         | 54° 7′ 22″ N, 9° 44′ 17″ O   | |
| Glücksburger Wald (Tremmeruper Wald, Wille und Friedeholz) | Schleswig-Flensburg              | Glücksburg (Ostsee)                         | 600         | 54° 50′ 0″ N, 9° 33′ 0″ O    | |
| Großes Haaler Gehege                                       | Rendsburg-Eckernförde            | Nienborstel, Brinjahe                       | 700         | 54° 9′ 18″ N, 9° 35′ 49″ O   | gehört zum Staatsforst Barlohe                                                                      |
| Guttauer Gehege                                            | Ostholstein                      | Kellenhusen (Ostsee), Grömitz               | 504         | 54° 11′ 59″ N, 11° 2′ 43″ O  | Im Besitz der Schleswig-Holsteischen Landesforsten AöR. Ist Teil des FFH-Gebietes Guttauer Gehege   |
| Hackstruck                                                 | Steinburg                        | Itzehoe                                     |             | 53° 56′ 38″ N, 9° 30′ 3″ O   | Waldeigentum des Adeligen Klosters Itzehoe                                                          |
| Hahnheide                                                  | Stormarn                         | Trittau                                     | 1450        | 53° 37′ 0″ N, 10° 27′ 0″ O   | |
| Halloh                                                     | Steinburg                        | Ottenbüttel                                 |             | 53° 57′ 50″ N, 9° 31′ 30″ O  | gehört zum Staatsforst Barlohe                                                                      |
| Handewitter Forst                                          | Schleswig-Flensburg              | Handewitt                                   | 590         | 54° 44′ 58″ N, 9° 21′ 25″ O  | |
| Hamweddeler Gehege                                         | Rendsburg-Eckernförde            | Hamweddel                                   |             | 54° 11′ 47″ N, 9° 35′ 41″ O  | |
| Heiligenstedtener Holz                                     | Steinburg                        | Heiligenstedten                             |             | 53° 56′ 42″ N, 9° 28′ 49″ O  | Privatwald der Familie Wiese                                                                        |
| Hennstedter Holz                                           | Rendsburg-Eckernförde, Steinburg | Hennstedt, Meezen, Aukrug                   | 1400        | 54° 3′ 14″ N, 9° 45′ 7″ O    | |
| Hexenwald (Uetersen)                                       | Pinneberg                        | Uetersen                                    | 11          | 53° 41′ 44″ N, 9° 40′ 12″ O  | |
| Holsteinerwald                                             | Steinburg                        | Hohenlockstedt                              |             | 53° 59′ 4″ N, 9° 35′ 41″ O   | gehört zum Staatsforst Barlohe                                                                      |
| Holtdorfer Gehege                                          | Rendsburg-Eckernförde            | Bargstedt                                   |             | 54° 10′ 39″ N, 9° 45′ 21″ O  | |
| Itzehoer Klosterforst                                      | Steinburg                        | Itzehoe                                     |             | 53° 56′ 56″ N, 9° 31′ 55″ O  | Waldeigentum des Adeligen Klosters Itzehoe                                                          |
| Forst Iloo                                                 | Rendsburg-Eckernförde            | Aukrug, Timmaspe                            | 1000        | 54° 6′ 18″ N, 9° 51′ 36″ O   | |
| Kannenbruch                                                | Hansestadt Lübeck                | Kronsforde, Krummesse                       | 28          | 53° 47′ 9″ N, 10° 36′ 36″ O  | Stadtwald Lübeck, Naturwaldreservat                                                                 |
| Karlsburger Holz                                           | Rendsburg-Eckernförde            | Dörphof                                     | 186         | 54° 35′ 55″ N, 9° 56′ 47″ O  | |
| Kattbeker Gehege                                           | Rendsburg-Eckernförde            | Nienkattbek                                 |             | 54° 11′ 29″ N, 9° 43′ 0″ O   | gehört zum Staatsforst Barlohe                                                                      |
| Katzheide                                                  | Rendsburg-Eckernförde            | Nienkattbek, Brammer                        |             | 54° 12′ 45″ N, 9° 45′ 11″ O  | |
| Klosterforst Preetz                                        | Plön                             | Pohnsdorf                                   |             | 54° 14′ 46″ N, 10° 13′ 0″ O  | |
| Klövensteen                                                | Pinneberg und Hamburg            | Pinneberg                                   | 513         | 53° 35′ 47″ N, 9° 44′ 47″ O  | |
| Klueser Wald                                               | Schleswig-Flensburg              | Harrislee                                   | 109         | 54° 49′ 35″ N, 9° 24′ 32″ O  | |
| Krähenholz                                                 | Segeberg                         | Neumünster                                  | 200         | 54° 2′ 20″ N, 10° 2′ 46″ O   | |
| Kreisforst Schmabek                                        | Steinburg                        | Itzehoe                                     |             | 53° 56′ 51″ N, 9° 33′ 51″ O  | Körperschaftswald (Kreis Steinburg)                                                                 |
| Langenberger Forst                                         | Nordfriesland                    | Leck                                        | 1000        | 54° 44′ 47″ N, 9° 0′ 3″ O    | |
| Lauerholz                                                  | Lübeck                           | Lübeck                                      | 960         | 53° 53′ 2″ N, 10° 42′ 59″ O  | Stadtwald Lübeck                                                                                    |
| Lehmwohld                                                  | Steinburg                        | Itzehoe                                     |             | 53° 56′ 10″ N, 9° 30′ 53″ O  | Waldeigentum des Adeligen Klosters Itzehoe                                                          |
| Lindewitter Forst                                          | Schleswig-Flensburg              | Lindewitt                                   | 70          | 54° 42′ 5″ N, 9° 12′ 10″ O   | |
| Lübsches Gehölz                                            | Steinburg                        | Itzehoe                                     |             | 53° 56′ 15″ N, 9° 32′ 48″ O  | Körperschaftswald (Stadt Itzehoe)                                                                   |
| Luhnstedter Gehege                                         | Rendsburg-Eckernförde            | Luhnstedt, Nindorf                          |             | 54° 8′ 52″ N, 9° 41′ 33″ O   | |
| Lundtop                                                    | Schleswig-Flensburg              | Osterby                                     | 13,55       | 54° 48′ 18″ N, 9° 12′ 34″ O  | |
| Mannhardtscher Wald                                        | Kreis Rendsburg-Eckernförde      | Hanerau-Hademarschen, Thaden                | 50          |                              | Familie Peters                                                                                      |
| Marienhölzung                                              | Flensburg                        |                                             | 200         | 54° 47′ 8″ N, 9° 23′ 35″ O   | |
| Mechower Holz                                              | Herzogtum Lauenburg              | Bäk                                         | 100         |                              | |
| Neukoppel                                                  | Ostholstein                      | Gronenberg, Haffkrug                        |             |                              | |
| Oestergaarder Wald                                         | Schleswig-Flensburg              | Steinbergkirche                             | 24          | 54° 45′ 46″ N, 9° 49′ 30″ O  | |
| Plessenholz                                                | Steinburg                        | Lockstedt, Oeschebüttel                     |             | 54° 0′ 21″ N, 9° 42′ 56″ O   | |
| Rantzauer Forst                                            | Segeberg                         | Norderstedt                                 | 300         | 53° 43′ 5″ N, 9° 58′ 9″ O    | |
| Ricklinger Forst                                           | Segeberg                         | Rickling                                    | 2000        | 54° 1′ 36″ N, 10° 11′ 11″ O  | |
| Forst Ritzerau                                             | Lauenburg                        | Ritzerau                                    | 650         | 53° 40′ 18″ N, 10° 32′ 57″ O | Stadtwald Lübeck                                                                                    |
| Riesebusch                                                 | Ostholstein                      | Bad Schwartau                               |             | 53° 56′ 9″ N, 10° 42′ 18″ O  | |
| Riesewohld                                                 | Ditmarschen                      | Odderade                                    | 700         | 54° 9′ 0″ N, 9° 12′ 40″ O    | |
| Sachsenwald                                                | Herzogtum Lauenburg              | Hamburg                                     | 7000        | 53° 32′ 32″ N, 10° 22′ 23″ O | Gemeindefreies Gebiet                                                                               |
| Scharbeutzer Heide                                         | Ostholstein                      | Scharbeutz                                  |             |                              | |
| Seebruch                                                   | Herzogtum Lauenburg              | Römnitz                                     |             |                              | |
| Seeschaarwald                                              | Ostholstein                      | Eutin                                       | 53          | 54° 8′ 44″ N, 10° 37′ 37″ O  | |
| Segeberger Forst                                           | Segeberg                         | Bad Segeberg, Bad Bramstedt                 | 4000        | 53° 56′ 0″ N, 10° 7′ 14″ O   | |
| Schönbökener Gehölz                                        | Plön                             | Ruhwinkel                                   | 5           | 53° 5′ 18″ N, 10° 11′ 10″ O  | |
| Schierenwald                                               | Steinburg                        | Lockstedt, Silzen                           | 821         | 54° 1′ 0″ N, 9° 39′ 55″ O    | Staatsforst                                                                                         |
| Staatsforst Rantzau                                        | Pinneberg                        | Tornesch                                    | 113         | 53° 42′ 17″ N, 9° 45′ 53″ O  | |
| Staberholz                                                 | Ostholstein                      | Fehmarn                                     | 5,5         |                              | |
| Stadtwald Neumünster                                       | Neumünster                       | Neumünster                                  | 119         | 54° 5′ 7″ N, 9° 57′ 17″ O    | Seit 1996 Naturerlebnisraum                                                                         |
| Steinort                                                   | Herzogtum Lauenburg              | Römnitz                                     |             | 53° 43′ 18″ N, 10° 46′ 8″ O  | |
| Tönsheider Wald                                            | Rendsburg-Eckernförde            | Aukrug                                      | 67          | 54° 3′ 24″ N, 9° 46′ 24″ O   | |
| Wallsbüller Eichenkratt                                    | Schleswig-Flensburg              | Osterby, Wallsbüll                          | 49          | 54° 47′ 15″ N, 9° 13′ 56″ O  | Das FFH-Teilgebiet Wallsbüller Eichenkratt ist von weiteren Waldflächen umgeben                     |
| Wohld                                                      | Ostholstein                      | Scharbeutz, Timmendorfer Strand             |             |                              | |